# Синдбад и глаз тигра
«Синдбад и глаз тигра» (англ. Sinbad And The Eye Of The Tiger) — американский приключенческий фильм 1977 года режиссёра Сэма Уонамейкера.
Завершающий фильм трилогии о Синдбаде, созданной продюсером Чарльзом Х. Шнеером и мастером спецэффектов Рэем Харрихаузеном. Продолжение фильмов «Седьмое путешествие Синдбада» и «Золотое путешествие Синдбада».

## Сюжет
Легендарный Синдбад прибывает в страну Чарок, чтобы просить у принца Касима руки его сестры, прекрасной принцессы Фары, но узнаёт, что злая мачеха, ведьма Зенобия, обратила принца в бабуина, чтобы освободить место будущего калифа для своего сына Рафи. При этом Синдбаду приходится сразиться с вызванными Зенобией тремя гулями.
Синдбад и Фара везут заколдованного Касима на остров, где живёт волшебник-грек Мелантий, чтобы тот расколдовал принца. Мелантий и его дочь Диона соглашаются помочь Синдбаду. Все вместе они отправляются в Гиперборею на поиски древней пирамиды — единственного места, где можно расколдовать Касима. Команде Синдбада, которую преследуют по пятам Зенобия, Рафи и механическое чудовище Минатон, приходится сразиться по пути с гигантским моржом, саблезубой кошкой и огромной осой-убийцей, а также встретить гигантского троглодита.

## В ролях
- Патрик Уэйн — Синдбад
- Джейн Сеймур — принцесса Фара
- Дамиен Томас — принц Касим
- Патрик Траутон — Мелантий
- Тарин Пауэр — Диона
- Маргарет Уайтинг — Зенобия
- Курт Кристиан — Рафи
- Дэвид Стерн — Абу-Сир